# San Luis Coyotzingo
San Luis Coyotzingo es una localidad del estado mexicano de Puebla, localizada en el municipio de Huejotzingo.
Su nombre se compone de dos partes; una de origen español en honor a San Luis Obispo y otra de origen náhuatl Coyotzingo que está formado por tres voces en náhuatl: Coyotl, coyote; Tzintli, diminutivo, reverencial; Co en; "En (dónde está o sé venera) el Coyotito"

## Historia
Coyotzinco como originalmente se llamaba, un pequeño señorío tributario de la gran cabecera que fue Huejotzingo  y que servía de parapeto o punto defensivo del territorio, especialmente contra las inclusiones y expansión de la confederación tlaxcalteca enemigos irreconciliables, la afiliación de los habitantes de la misma cabecera, era de Tolteca-Chichimeca.
 En el siglo XVI Coyotzingo, se constituyó en uno de los principales productores de trigo, por ese motivo fue creado un molino de trigo, por la comunidad indígena en el año 1559, siendo corregidor de Huejotzingo Francisco Rubio. Para transformar el trigo en harina y pan para el consumo del área, de puebla y tlaxcala. El molino está situado al lado del actual pueblo San Luis Coyotzingo, molino que por supuesto, era movido por agua. En la iglesia del pueblo conserva empotrada en uno de sus muros, una inscripción en piedra, que antiguamente se encontraba en el antiquísimo molino.

Aunque poco se sabe de su arte y arquitectura, se encontró un chacmool roto, un marcador de la tradición tolteca, en la ciudad de San Luis Coyotzingo en 1973. Las cerámicas del período posclásico son abundantes en el sitio principal e incluyen muchos artículos policromáticos magistrales, similares a los de cholula; los análisis de pasta de los tiestos sugieren que huexotzinco era una cerámica importante.

## Monumentos Arquitectónicos

### Montículo  Prehispánico

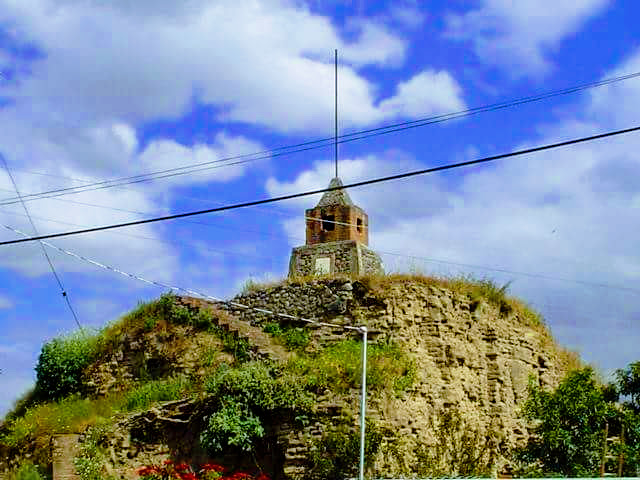
Pirámide de Coyotzingo

De acuerdo a la información emitida por el instituto en la sesión de arqueología. El montículo no es ningún cerro ya que conserva una excelente muestra de las técnicas constructivas de entonces a base de adobes cuidadosamente entreverados para darle mayor solidez. En ese tiempo se aprovechó el material que abunda en la región como la tierra, que se revestía de una gruesa capa de mezcla cal arena y piedra, en las partes de su escalinata. Se describe además que la escalera debió estar orientada hacia el poniente, para que los fieles al estar viéndola de enfrente estuvieran con sus rostros hacia el oriente donde sale el sol personificación él cesa del dios guerrero, se trata de un núcleo de adobes y piedra del antiguo montículo dedicado al dios Camaxtli; que era la deidad principal de los huejotzincas. 

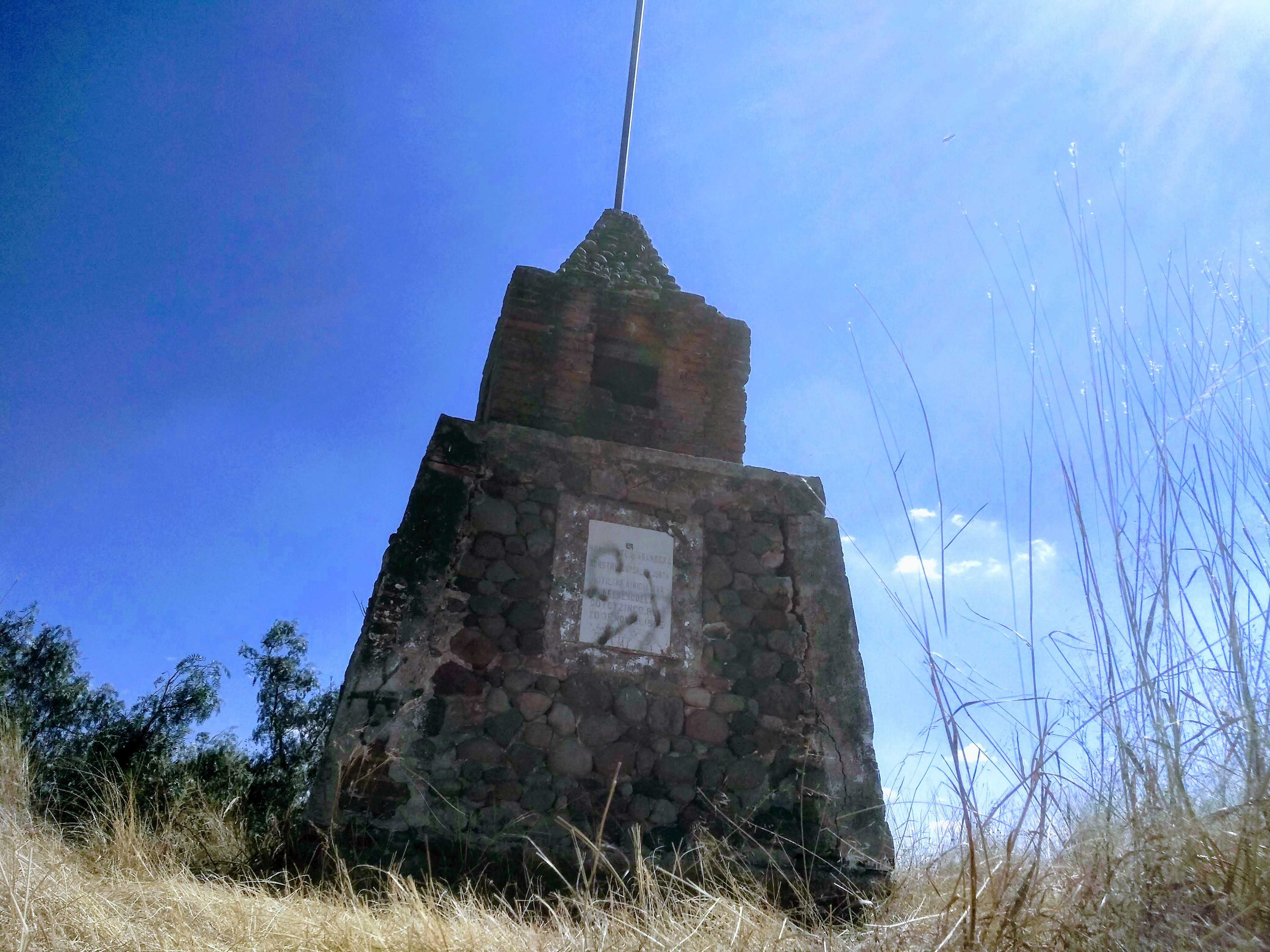
Monumento a la Bandera en Coyotzingo

Pero después de la conquista el basamento piramidal se le fueron arrancando las piedras hasta destruir su revestimiento original, escaleras y demás elemento arquitectónicos. Cuando los religiosos franciscanos red fundaron el pueblo se encargaron de desmantelar el teocali, porque según ellos era un templo a los falsos dioses o demonios, pero la pirámide era tan grande y fuerte que solamente lograron destruir el revestimiento, utilizando las piedras para la edificación del templo a San Luis Obispo uno de los santos de mayor devoción de esa orden religiosa.
El 20 de noviembre de 1956 fue construido el monumento a la bandera en la cima. 

### Ex-Hacienda San Esteban Tepetzingo

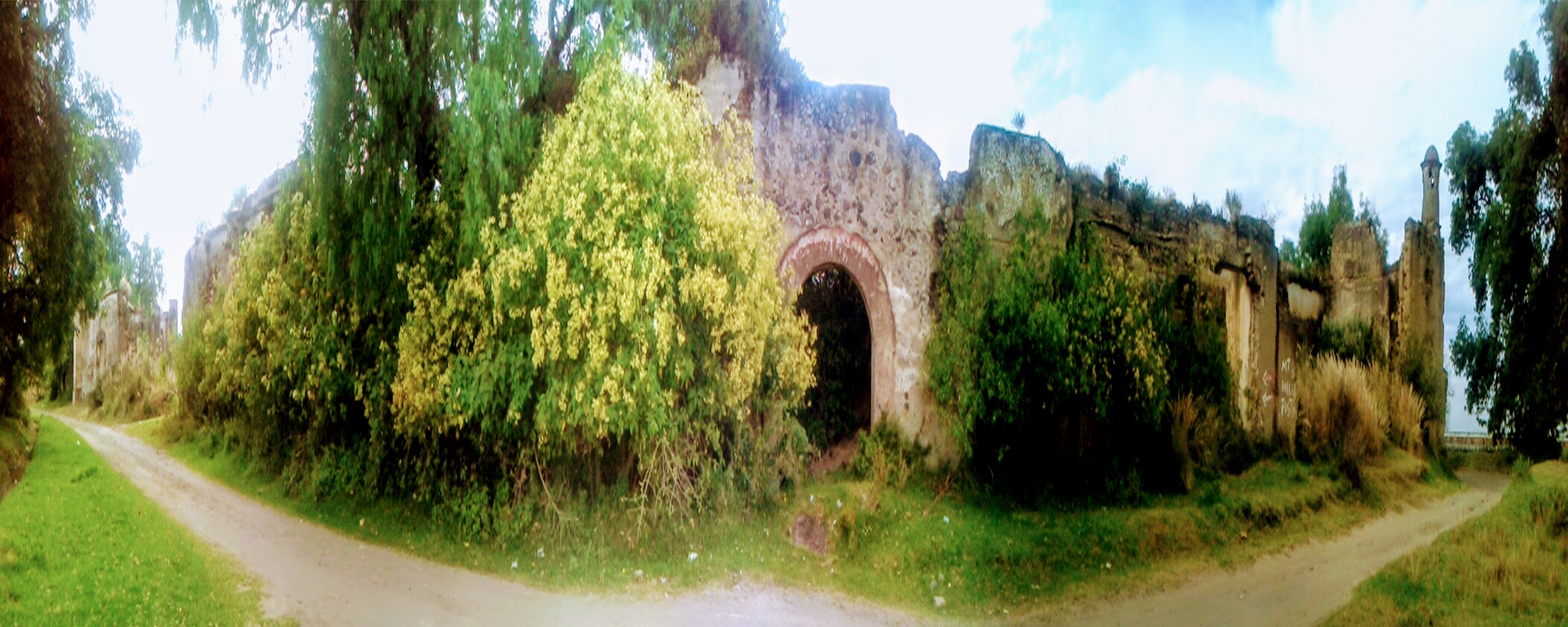
Ex-Hacienda de San Esteban Tepetzingo

La Ex-Hacienda San Esteban Tepetzingo data del siglo XVII siendo el dueño Gabriel de Alvarado.

### Templo de San Luis Obispo

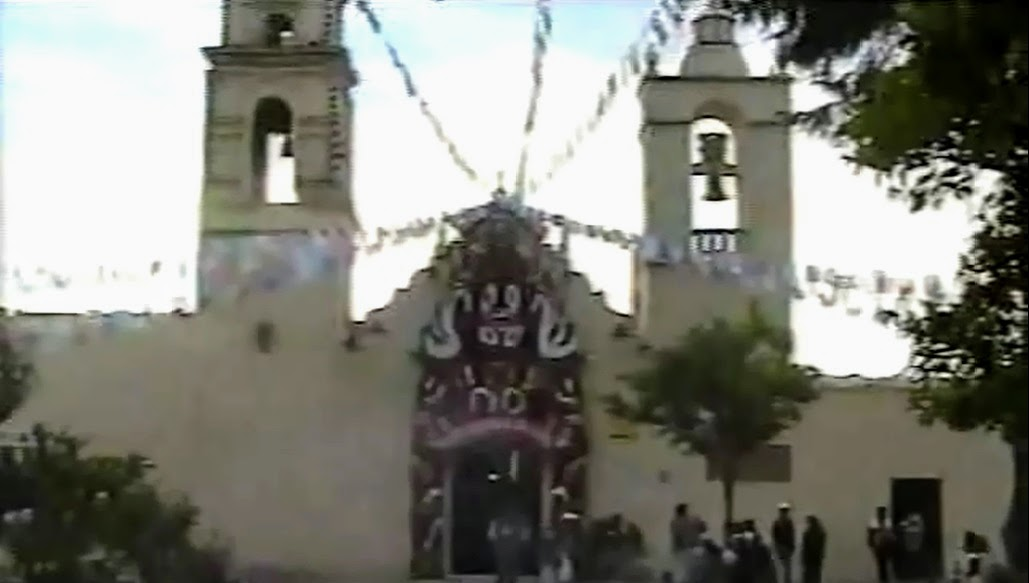
Templo de San Luis Obispo

El templo de San Luis Obispo de Toloxa, tiene una arquitectura de tipo colonial estilo barroco salomónico, fue edificada en el siglo XVIII y su fachada principal está orientada al poniente; combina el ladrillo y piedra. El vano de acceso lo marca un arco de medio punto, flanqueado por una pilastra a cada lado y la ventana coral; finalmente el remate mixtilíneo. Cuenta con dos torres desiguales cuyos arcos de medio punto rematando un cupulín con linternilla y cruz de hierro. En el año 1890 se constituyó como Santuario de la Preciosa Sangre de Cristo.

## Cultura

### Segundo Viernes de Cuaresma

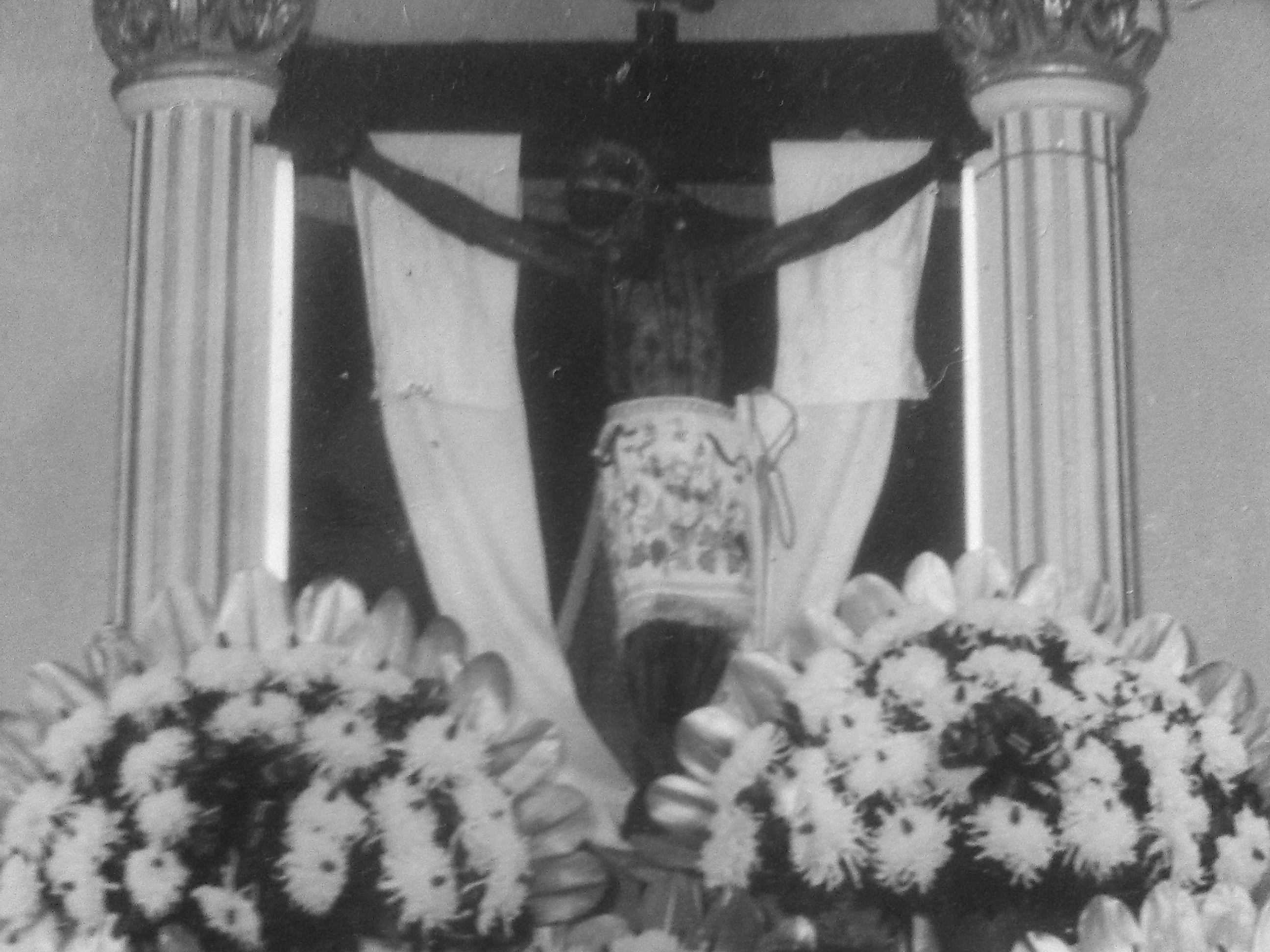
Preciosa Sangre de Cristo de Coyotzingo

Celebración, en honor a la Preciosa Sangre de Cristo (Sr. de Coyotzingo), Venerado en su Santuario de la Preciosa Sangre de Cristo (San Luis Coyotzingo) el Segundo Viernes de Cuaresma y el 1 de julio.

Cualquiera que sea la forma en que llegó el Cristo, lo cierto es que, desde su llegada, se ha convertido en el más venerado, tanto por los moradores como por muchas personas, que lo admiran por los milagros, que dicen ellos, les ha concedido. Reflejo de esos testimonios son las innumerables y diminutas figuritas de plata y oro en formas de pies o manos, los llamados milagros que adornan la imagen del Cristo.

Los eventos en torno en la celebración van desde actos religiosos como, mañanitas, misa, castillos pirotécnicos, peregrinaciones, danza, la feria y la procesión del cristo por las calles de la comunidad.

### Fiesta de Patronal de San Luis Coyotzingo

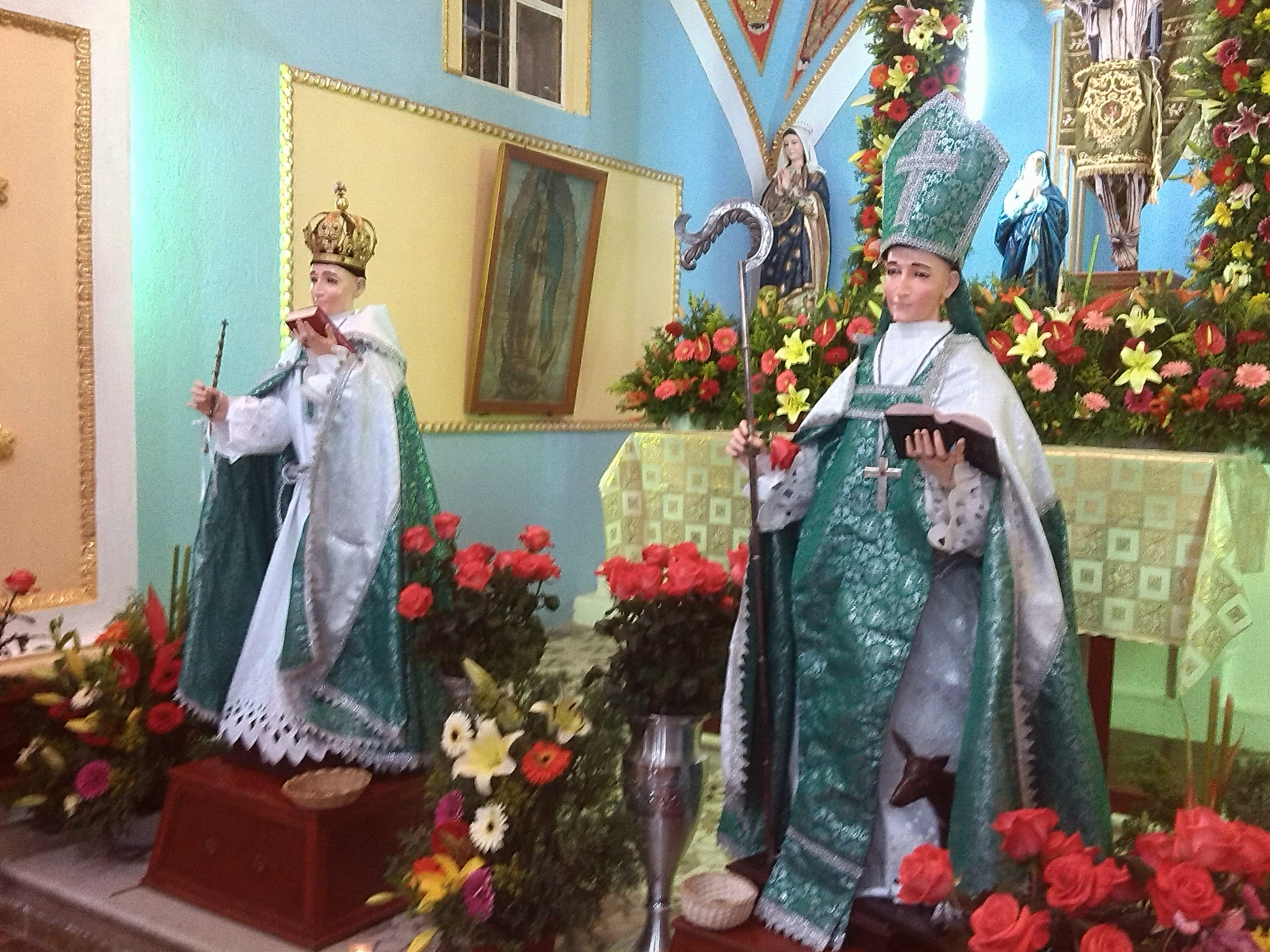
San Luis Obispo y San Luis Rey

Fiesta Patronal en honor a San Luis Obispo de Toloxa y San Luis Rey de Francia.

Es una celebración anual, la fiesta se conmemora el día 19 de agosto, en honor al santo patrón San Luis Obispo de Toloxa; sin embargo si cae entre semana se transfiere al día domingo. Hay en ocasiones que a transferir la fiesta coincide con la celebración a San Luis Rey de Francia. Ya que la comunidad cuenta con las dos imágenes de San Luis Obispo de Toloxa y San Luis Rey de Francia, considerados los Santos Patrones del Pueblo.

Se festeja la fiesta del pueblo con música de viento, mañanitas, misas, feria, danza, juegos pirotécnicos, procesión por las calles de la comunidad y en la mayoría de casas hacen el tradicional mole poblano.

### Danza tradicional los segadores de Coyotzingo
Danza surgida por el florecimiento en el cultivo de trigo, que hizo de San Luis la población económica mente más productiva de Huejotzingo. La danza era integrado por (parejas), los Hombres vestidos de manta sombrero de palma, un ayate colgando en su hombro, calzado de huaraches, bordados artesanales en el cuello y manga de la camisa, en la mano portaba un machete, y un mandil rojo sujeto a la cintura a donde llevaba semillas de trigo y un pañuelo rojo. Las mujeres representaban a las mujeres indígenas quienes llevaban de comer a los segadores, su vestimenta estaba conformada por un vestido blanco bordado de flores, coyotes y bordados tradicionales, con flores en el oído una canasta con taquitos o comida cuidadosamente cubierta por servilletas bordadas, un chal al hombro. El capataz personaje que estaba vestido de charro y portaba un chicote, y un demonio, este personaje conocido como él aja toro, espíritu místico se dice que este demonio hacía esclavo del hacendado a los campesinos.  Aun después de su muerte, era representado por un demonio que montaba en un palo que portaba los huesos de la cabeza de burro que tenía un mecanismo para abrir y cerrar la quijada, la música esta generada por un violín, chirimía y tambor, esta danza se realizaba en las fiestas patronales en la plaza del pueblo.

## Cronología de Presidentes Auxiliares
| Presidente Auxiliar             | Periodo   |
| ------------------------------- | --------- |
| Jose Roberto Calderón Cervantes | 1990-1993 |
| Antonio Pérez Islas             | 1993-1996 |
| Roberto Atonal Ramiréz          | 1996-1999 |
| Eufemio Juárez Zamora           | 1999-2002 |
| Jose Cirilo Luis Vázquez Pérez  | 2002-2005 |
| Arnulfo Castro Morales          | 2005-2008 |
| Rosalino Pérez Flores           | 2008-2011 |
| Esteban López Reyes             | 2011-2014 |
| Pablo Pérez Chanez              | 2014-2019 |
| Saúl Morales Ramiréz            | 2019-2025 |
| Jerónimo Pérez Sánchez          | Actual    |

## Personas destacadas

### General Agustín Pérez Coyotzi

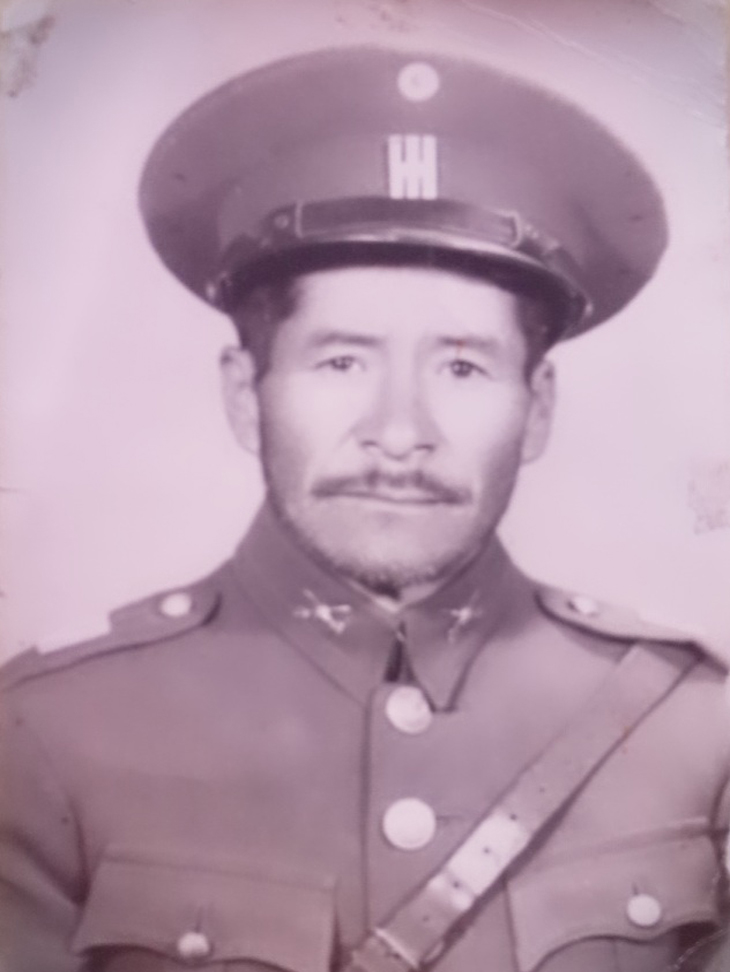
General Agustín Pérez Coyotzi

General Agustín Pérez Coyotzi fue un militar mexicano que participó en la Revolución mexicana.